# Ги Лалиберте
Ги Лалиберте́ (на френски: Guy Laliberté) е канадски предприемач и космонавт, 8-ият космически турист.
Роден е на 2 септември 1959 г. в град Квебек, провинция Квебек, Канада.

## Бизнес
Основател и ръководител на компанията Cirque du Soleil („Цирк на Слънцето“). Започва като обикновен цирков артист: свири на акордеон, ходи на кокили и гълта огън. Лалиберте създава цирк, който събира в себе си различни циркови стилове от целия свят. Към 2006 г. неговият 95 % дял акции се оценява на 1,2 милиарда долара.

## Космос
Полетът на 8-и космически турист започва на 30 септември 2009 г. с космическия кораб „Союз ТМА-16“. Екипажът е в състав: Максим Сураев – командир, Джефри Уилямс – бординженер. Това е „Експедиция 21“ на МКС. На земята се завръща на 11 октомври 2009 г. със „Союз ТМА-14“ и екипажа на „Експедиция 19“ – Генадий Падалка и бординженера Майкъл Барат. Продължителността на полета му е 10 денонощия 21 часа и 17 минути.

## Награди
Университетът „Лавал“ в Квебек (l’Université Laval, Québec) през 2008 г. връчва на Ги Лалиберте почетна докторска степен. Година преди това той получава учредената от компанията Ernst & Young награда „Предприемач на годината“ (Ernst & Young Entrepreneur of the Year) за постижения в областта на предпремачеството на местно, национално и международно равнище.
Носител е на Ордена на Канада и на Националния орден на Квебек. През 2004 г. генерал-губернаторът на Канада му връчва Ордена на Канада – най-високата награда в страната. В същата година списанието „Time Magazine“ го нарича „един от 100-те най-влиятелни хора в света“.
През 2003 г. получава награда от компанията Condé Nast в рамките на програмата „Never Follow Program“ за създателите на творчески и иновационни проекти. През 2001 г. Академията на известните монреалци (Académie des Grands Montréalais) му присъжда званието „Почетен жител“ на града.
През 1997 г. Ги Лалиберте е удостоен с най-висшата правителствена награда на Квебек, като става кавалер на Националния орден на Квебек (Ordre National du Québec).